# Station Bannalec
Station Bannalec is een spoorweghalte in de Franse gemeente Bannalec. Zij wordt bediend door treinen van het netwerk TER Bretagne op het traject  Lorient - Quimper.